# James Dietz
James „Jim“ William Dietz (* 12. Januar 1949 in New York City) ist ein ehemaliger amerikanischer Ruderer und Rudertrainer.
Der Zweimetermann aus der Bronx ruderte für den New York Athletic Club. Er war 1967 Juniorenweltmeister im Einer. Bei den Panamerikanischen Spielen 1967 siegte er zusammen mit James Storm im Doppelzweier. 1971 belegte Dietz im Einer den sechsten Platz bei den Europameisterschaften. Bei den Olympischen Spielen 1972 belegte Dietz den fünften Platz. 1974 erreichte Dietz bei den Ruder-Weltmeisterschaften 1974 in Luzern den zweiten Platz hinter Wolfgang Hönig aus der DDR, im Jahr darauf war Dietz Neunter bei den Weltmeisterschaften in Nottingham. Bei den Panamerikanischen Spielen 1975 war Dietz Zweiter hinter dem Argentinier Ricardo Ibarra. 1976 nahm Dietz zum zweiten Mal an Olympischen Spielen teil, bei der olympischen Regatta in Montreal belegte er den siebten Platz.
1977 wechselte Dietz in den Doppelzweier und erreichte zusammen mit William Belden den fünften Platz bei den Weltmeisterschaften. Zwei Jahre später belegten die beiden den siebten Platz bei den Weltmeisterschaften 1979. Bei den Panamerikanischen Spielen 1979 trat Dietz im Einer an und gewann Bronze hinter Ricardo Ibarra und dem Kanadier Phil Monckton. 1980 gehörte Dietz zum US-Team für die Olympischen Spiele in Moskau, das wegen des Olympiaboykotts nicht antreten durfte. 1983 gewann Dietz zusammen mit Curtis Fleming noch einmal eine Silbermedaille bei den Panamerikanischen Spielen.
Dietz graduierte 1972 an der Northeastern University in Boston und wurde später Rudertrainer. Von 1985 bis 1994 war Dietz Cheftrainer an der United States Coast Guard Academy. Von 1995 bis 2015 war er Rudertrainer an der University of Massachusetts. Daneben betreute Dietz mehrfach das Ruder-Nationalteam der Vereinigten Staaten.